# Dubai Frame
Dubai Frame je rozhledna ve tvaru rámu v Dubaji. Skládá se ze dvou 150 metrů vysokých věží, které jsou jak v úpatí tak na vrcholu spojeny 105 m dlouhou základnou. Nachází se v areálu městského parku Zabeel Park, kromě vyhlídky nabízí také galerii. Stavbu navrhl nizozemský architekt Fernando Donis. Architektonická soutěž byla vyhlášena v roce 2008, stavělo se mezi rokem 2013 až lednem 2018.
Celkové náklady na výstavbu se vyšplhaly na 250[zdroj⁠?!] milionů dirhamů. Cílem stavby bylo umožnit pohled do nové a staré Dubaje. V první z věží, kde je výtah a pokladny na vstupenky, se nachází menší muzeum ukazující historii Dubaje. Výtahem se návštěvník dostane do horní části, kde je vyhlídka a částečně prosklená podlaha. Druhou věží vede výtah zpět do spodní části, kde se nachází muzeum prezentující jak by mohla vypadat Dubaj za 50 let.